# Løgting
Løgting (inaczej: Løgtingið, oficjalnie: Føroya løgting, wym. [ˈlœktiŋg]) – parlament Wysp Owczych, duńskiego terytorium zależnego na Morzu Norweskim. Jego siedziba znajduje się w stolicy archipelagu Thorshavn. W jego skład może wchodzić od 27 do 33 posłów. Siedem okręgów wybiera 27 spośród tych miejsc, 6 zaś jest dodatkowych, które od wydania Aktu Elekcyjnego w 1978 są obsadzane przy każdych wyborach, które odbywają się raz na cztery lata. Do roku 2007 parlament Wysp Owczych składał się z maksymalnie 32 posłów, jednak od wyborów w roku 2008 parlamentarzystów jest 33.
Nazwa pochodzi z dwóch członów: løg (pol. prawo) i ting (pol. zgromadzenie), można więc przetłumaczyć jako: Zgromadzenie Prawa lub Prawne. Odwołuje się to do języka staronordyjskiego lǫgþing, dziś stosuje się Lagting(et) (Szwecja, Norwegia, Dania) i Lögþing(ið) (Islandia), a także Lagting do określenia parlamentu Wysp Alandzkich.

## Historia

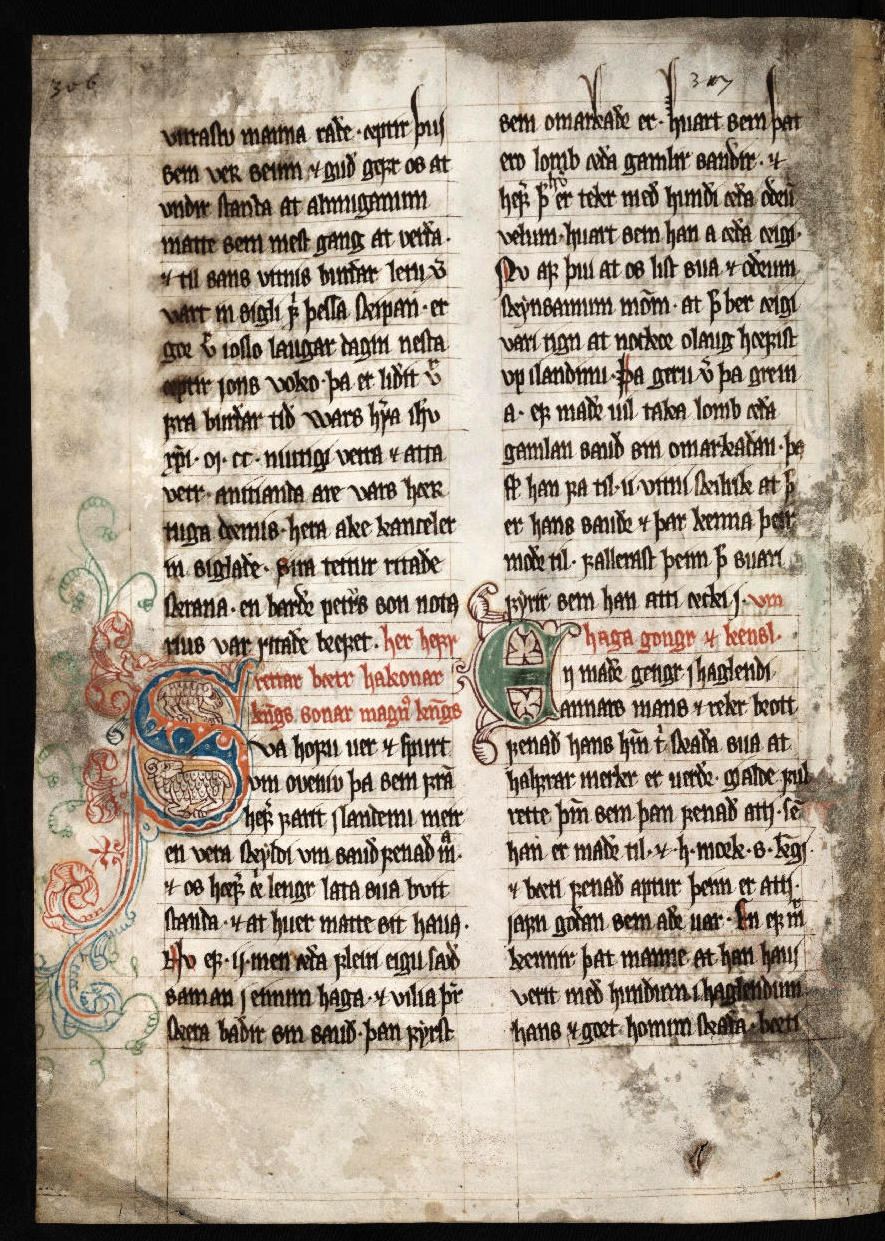
Seyðabrævið, najstarszy dokument z Wysp Owczych

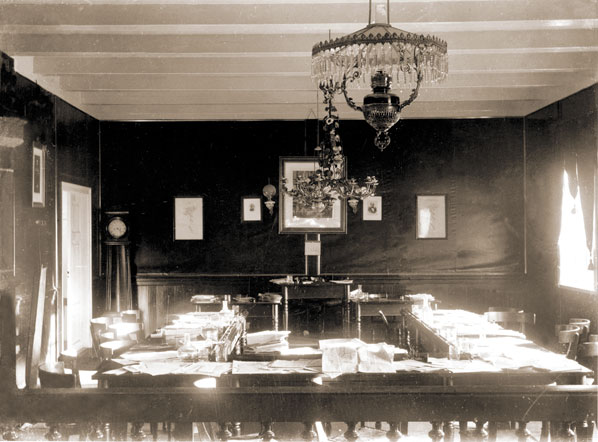
Wnętrze parlamentu około roku 1900

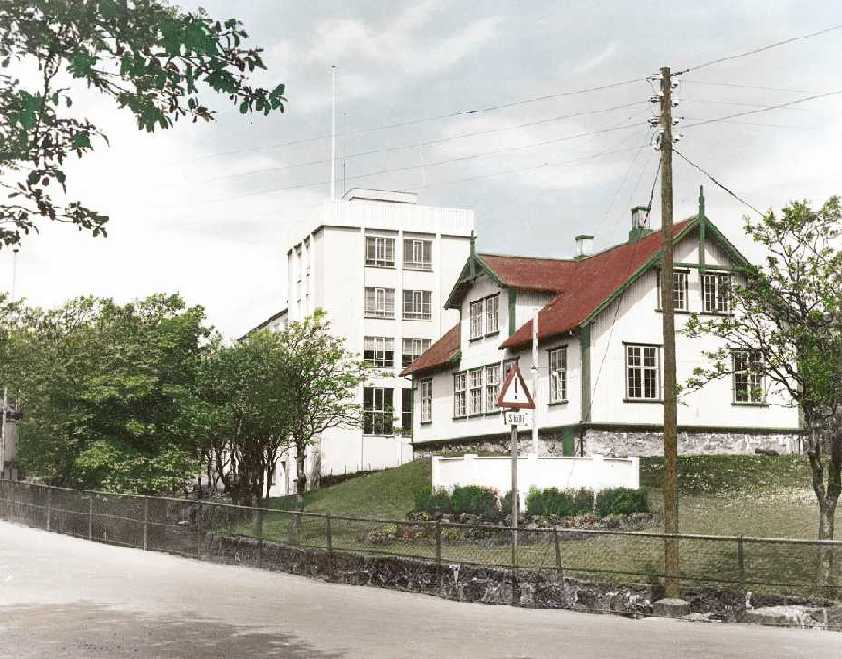
Budynek Løgtingu, powstały w 1856 ok. 1950

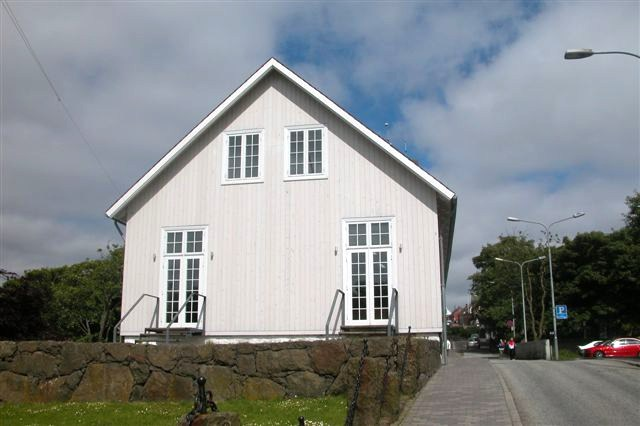
Budynek Løgtingu, powstały w 1856 współcześnie

### Czasy wikingów
Pierwsza wzmianka o parlamencie Wysp Owczych pochodzi z Sagi o Wyspach Owczych (Færeyinga saga), jednego z islandzkich utworów opisujących chrystianizację archipelagu, która jest datowana na przełom XII i XIII wieku, jednak opisuje wydarzenia o paręset lat wcześniejsze. W 999 roku Sigmundur Brestisson miał przekonać ówczesny ting, rezydujący już wtedy na Tinganes, i wprowadzić chrześcijaństwo, jako główną religię. Przeciwnikiem tej reformy miał być Tróndur í Gøtu.
Powszechnie uważa się, że początki farerskiego Løgtingu mogą sięgać nawet około roku 825, kiedy na archipelag przybyli pierwsi norwescy osadnicy, prawdopodobnie wyparłszy nieliczną ludność celtycką. Tworzenie lokalnych zgromadzeń składających się z wolnych mężczyzn było bowiem dość powszechne we wszystkich krajach kultury skandynawskiej. Prócz tego saga nie opisuje samego tingu jako czegoś nadzwyczajnego na Wyspach Owczych. Dochodzi tu jeszcze porównanie – archipelag Wysp Owczych został odkryty przez wikingów wcześniej niźli Islandia, a na tej drugiej pierwsze zgromadzenie Alþingu datuje się na rok 930. Trudno więc jednoznacznie opisać, który z obecnie istniejących parlamentów, założonych jeszcze przez wikingów ma najdłuższą historię – farerski Løgting, islandzki Alþing, czy też może Tynwald na wyspie Man.
Miejsce jakim ówcześnie był Tinganes również nie jest bez znaczenia. Według staroskandynawskiej tradycji obrady tingu muszą odbywać się w miejscu niezamieszkanym, a okolice Tórshavn pozostały takimi prawdopodobnie jeszcze w XIII wieku.
Początkowo Løgting był zgromadzeniem najwyżej postawionych ludzi z farerskiej populacji, liczącej w szczytowym okresie czasów wikińskich do 4 tysięcy ludzi. Obradom przewodził człowiek nazywany wtedy Løgsøgumaður, który nie miał prawa głosu, musiał jednak zapamiętać wszystkie ustalenia.
Umowny koniec czasów wikingów na Wyspach Owczych to rok 1035, kiedy zmarł Tróndur í Gøtu, a pieczę nad archipelagiem przejął Leivur Øssursson, zięć Sigmundura Brestissona i jeszcze w tym samym roku stał się wasalem króla Norwegii Magnusa I Dobrego.

### Panowanie norweskie
Początek rządów norweskich na archipelagu nie wniósł wielu zmian w systemie sprawowania rządów. Lokalny parlament funkcjonował nadal, decydując o sprawach mieszkańców. Działo się tak aż do 1274, kiedy Magnus VI Prawodawca wydał prawo ziemskie, zwane Landslóg. Ustanowiono wtedy nową nazwę, Lǫgþing, która, po pewnych ewolucjach, dotrwała do czasów dzisiejszych pod postacią Løgting. Prawo stwierdziło, że parlament Wysp Owczych ma od tamtej pory nie być zgromadzeniem wszystkich, wolnych mieszkańców, zaś reprezentantów sześciu Vártingów, mających zajmować się najbardziej lokalnymi sprawami. Zmieniły się też kompetencje tingu, miał on posiadać odtąd jedynie kompetencje sądownicze, a także wykonywać to, co polecił król.
Przedstawicieli ludu, zwanych Løgrættumenn, miało być 36, a spośród nich obierany był Løgmaður, jako główny sędzia archipelagu, desygnowany przez władcę Królestwa Norwegii. Król przysyłał także człowieka zwanego Fútin, jako komisarza, mającego za główne zadanie dbać o zbieranie podatków.
24 czerwca 1298 roku został wydany Seyðabrævið (pol. List Owczy), najstarszy dokument pisany na Wyspach Owczych, normujący hodowlę owiec na archipelagu.
Rządy norweskie na Wyspach Owczych trwały stosunkowo krótko, już około 1380 razem z całą Norwegią archipelag trafił pod jurysdykcję duńską, nadal jednak uważany był za ziemię norweską. Wynikiem tego wchłonięcia było znaczne rozszerzenie kompetencji farerskiego parlamentu. Zyskał on władzę ustawodawczą oraz prawo do powoływania własnej administracji, a więc niemal pełnię władzy wewnętrznej.

### Panowanie duńskie
Szerokie kompetencje farerskiego parlamentu trwały do roku 1660, kiedy panujący Fryderyk III Oldenburg wprowadził w Królestwie Duńskim monarchię absolutną, jako panujący ustrój. Konsekwencją tego było ponowne ograniczenie władzy Løgtingu, jedynie do władzy sądowniczej. Rządzący po nim Chrystian V Duński wydał dokument zwany Norska lóg, który, między innymi, zdefiniował kompetencje farerskiego parlamentu. Od tamtej pory miał się on składać z 48 reprezentantów, każdy mógł sprawować kadencję tylko raz. Wzrosły wtedy także kompetencje Fútinów.
Norwegia została odłączona od Danii w roku 1814, jako wynik wojen napoleońskich, Wyspy Owcze pozostały jednak w duńskim królestwie. Choć teoretycznie już w roku 1720 Wyspy Owcze stały się jednostką administracyjną Danii, zwaną amt, równą wobec innych tego typu jednostek, nie niosło to za sobą żadnych konsekwencji. Dopiero w 1816 zniesiono autonomię tego obszaru, a tym samym Løgting został zmuszony do zakończenia swej pracy. Od tamtej pory król wybierał swego administratora, nazywanego Amtmaður, który miał sprawować władzę w imieniu króla, jednak kompetencje farerskiego parlamentu zostały przeniesione na nowo powstały Sąd Wysp Owczych, działający na podobnej zasadzie co Løgting.
Ostatecznie jakakolwiek autonomia została zniesiona w roku 1849, kiedy Dania stała się monarchią parlamentarną, a królewscy administratorzy przejęli pełnię praw dawnego Løgtingu. Ludności farerskiej nie podobał się ten fakt i zaczęli walczyć o przywrócenie dawnego porządku. Na ich czele stanął, urodzony w Tórshavn, Niels Winther. Mieszkańcy archipelagu odnieśli sukces i na mocy aktu z 23 marca 1852 roku przywrócono Løgting, choć w postaci różniącej się od tej sprzed roku 1816. Miało być to jedynie ciało doradcze, składające się z osiemnastu osób, z których dwie to Amtmaður, jako osoba przewodnicząca obradom, oraz Próstur. Nowy parlament zebrał się po raz pierwszy w święto Ólavsøka roku 1852.
Pierwsza zmiana została wprowadzona w roku 1906, kiedy liczbę osób zasiadających w parlamencie zwiększono do 22. W 1923 Amtmaður, choć nadal zasiadał w Løgtingu nie zostawał automatycznie Løgmaðurem, był on wybierany spośród ludzi zasiadających w zgromadzeniu, Próstur stracił swoje krzesło, a liczba miejsc została zmieniona do 20 przy czym była możliwość obsadzenia jeszcze 10 miejsc, jako dodatkowych. Cztery lata później wprowadzono kolejną zmianę, od tamtej pory wszystkie dokumenty wydawane przez farerski parlament są zapisywane w języku farerskim, natomiast w 1935 Løgting został upoważniony do zbierania podatków w ramach archipelagu.
Podczas II wojny światowej Wyspy Owcze zostały całkowicie odcięte od Danii, gdy wojska niemieckie wkroczyły do niej w 1940 roku. Alianci zareagowali natychmiast, nie mogąc dopuścić do zajęcia strategicznego punktu na Atlantyku, jakim jest archipelag, zajęli go w ramach pokojowej okupacji. Przez ten czas, aż do roku 1945, Løgting zyskał pełnię władzy na archipelagu. Fakt ten sprawił, że po wojnie Farerczycy niechętnie ponownie stali się Færøernes amt i rozpoczęli aktywniej działać na rzecz rozszerzenia swej autonomii.
Zaraz po wojnie zdecydowano się przeprowadzić plebiscyt, w którym mieszkańcy mogli wybrać dwie opcje: pełną niepodległość od Danii lub nadającą wiele swobód Zasadą Samostanowienia. Głosowanie odbyło się 14 września 1946 roku. Wynik był niejednoznaczny, jedynie 200 osób więcej opowiedziało się za pełnym uniezależnieniem się od Królestwa Danii. Władze Danii zgodziły się by Wyspy Owcze same zdecydowały o swym losie, król rozwiązał dawny parlament farerski i przeprowadzono nowe wybory, w których zwyciężyły partie popierające unię z Danią.
1 kwietnia 1948, w wyniku poprzednich wydarzeń wprowadzono Zasadę Samostanowienia w życie i choć faktycznie akt ten stał się prawomocny 3 kwietnia, zwyczajowo podaje się pierwszą datę. Początkowo Løgting zyskał jedynie większość praw polityki ustawodawczej na archipelagu, podczas gdy pozostałe sektory władzy pozostały w rękach duńskich. Z czasem jednak ilość kompetencji wzrosła i dziś polityka ustawodawcza leży jedynie w gestii Løgtingu, wykonawczą zajmuje się rząd Wysp Owczych, zwany Landsstýri, sądownicza i zagraniczna zaś nadal pozostaje w gestii duńskiej, jednak Farerczycy mają swój głos w tych sprawach, czego przykładem może być odrzucenie przystąpienia do Unii Europejskiej w publicznym referendum.

## Rady
Parlament Wysp Owczych posiada siedem organów doradczych, zwanych Radami. Ich składy wybierane są proporcjonalnie do zajętych miejsc w parlamencie, a ich kadencja trwa tyle samo co kadencja parlamentu, chyba że ten zadecyduje o wyborze nowych Rad. Te Rady to:
- Rada Finansów – może doradzać parlamentowi w sprawach podatków, ekonomii, finansów oraz ceł.
- Rada Spraw Zagranicznych – doradza parlamentowi w kwestiach spraw zagranicznych, handlu, obronności kraju, a także kontaktów z Danią.
- Rada Rybołówstwa i Przemysłu – radzi w sprawach rybołówstwa, żeglugi, przemysłu rybnego, a także pozostałych odmian przemysłu, hodowli ryb, rolnictwa, ochrony środowiska, transportu, komunikacji, przemysłu petrochemicznego oraz handlu.
- Rada Socjalna – radzi parlamentowi w sprawach socjalnych, rynku pracy oraz budownictwa mieszkaniowego.
- Rada Sądownictwa – doradza parlamentowi w sprawach sądowych oraz komunalnych.
- Rada Spraw Rządowych – razem z ministrami oraz premierem ma kontrolować pracę parlamentu pod względem prawnym. Rada ta ma prawo wezwać któregoś z ministrów lub premiera by odpowiedzieli szczegółowo na każde pytanie dotyczące ich polityki.

## Kompetencje parlamentu
Do kompetencji parlamentu Wysp Owczych, jak to zostało opisane w Zasadzie Samostanowienia z 1 kwietnia 1948 roku, należy pełnia praw polityki wewnętrznej archipelagu. Od roku 1948 zakres tego pojęcia nie został sprecyzowany, dopiero w 26 lipca 1994 roku wprowadzono niezbędne poprawki.

### Kompetencja ustawodawcza
Zasada Samostanowienia, poparta aktem z 1994, wyraźnie mówi, że władza ustawodawcza na archipelagu Wysp Owczych ma być sprawowana przez 32 członków parlamentu, premiera oraz rząd. Określona została też inicjatywa ustawodawcza, która może przyjąć pięć różnych form – złożenie projektu ustawy przez któregoś z posłów, tutaj brane są też pod uwagę decyzje parlamentu duńskiego, które bezpośrednio tyczą się archipelagu Wysp Owczych. Rozpatruje się też wnioski uchwał parlamentarnych, wnioski pisemne, ustne lub nieprzygotowane pytania. Ostatnią z możliwości jest wotum nieufności.

#### Złożenie projektu ustawy
Rozpoczęcie prac nad ustawą rozpoczyna się wraz z wpłynięciem wniosku o jej uchwalenie. Oficjalnie zostaje to ogłoszone przez przewodniczącego obradom. Pierwsze odczytanie nie niesie za sobą żadnej dyskusji na temat treści proponowanej ustawy, ale każdy z członków parlamentu może zachować projekt przez dzień, celem jego głębszego zbadania, a więc najwcześniej drugiego dnia roboczego z projektem może się coś stać. Rozpoczyna się wtedy pierwsze czytanie. Wszystkie zagadnienia przedstawionego wniosku zostają dokładnie omówione, a wszelkie nowelizacje, jakie zaproponowano, rozpatrzone.
Po pierwszym czytaniu, przewodniczący obradom przekazuje projekt ustawy do wybranego przez siebie ministerstwa, lub do kilku ministerstw, by te naniosły swoje sugestie i poprawki. Z pracy ministrów sporządzany jest specjalny raport, mający opisać proponowane przez nich zmiany w projekcie, który następnie trafia z powrotem do parlamentu, gdzie poddawany jest dogłębnemu rozpatrzeniu. Zwykle ustawy oddawane są ministrom pomiędzy pierwszym a drugim czytaniem, jednak może się zdarzyć, że posłowie nie są przekonani i oddają projekt ponownie, po drugim czytaniu do odpowiednich ministerstw, by te jeszcze raz, dokładniej przyjrzały się zawartej w nim treści.
Najwcześniej trzeciego dnia po pierwszym czytaniu może się odbyć czytanie drugie, a także nie wcześniej niż dwa dni po wprowadzeniu poprawki przez ministrów. Najpóźniej do końca trwającej wtedy debaty każdy z posłów ma prawo wnieść własną poprawkę do prezentowanego projektu. Rząd, jako całość, może także podejmować jeszcze wtedy decyzje o wszelkich zmianach, aż do końca debaty parlamentarnej, nawet po rozpoczęciu drugiego czytania. Wtedy projekt poddawany jest głosowaniu, jeśli nie zostanie przegłosowany debata się kończy.
Jeśli jednak projekt przejdzie, zostaje poddany trzeciemu czytaniu, które może mieć miejsce trzeciego dnia roboczego po drugim czytaniu, jednak czas ten ulega wydłużeniu, kiedy ministerstwo decyduje się na wprowadzenie własnych poprawek. W momencie rozpoczęcia obrad, podczas trzeciego czytania, dozwolone jest jeszcze wprowadzanie poprawek, co wydłuża obrady o dyskusję na temat wniesionej nowelizacji. Następnie przechodzi się do ostatecznego głosowania.
Ostatnim krokiem do uznania ustawy za prawnie obowiązującą, kiedy już zostanie przegłosowana w trzecim czytaniu, jest złożenie podpisu przez premiera Wysp Owczych, czym ją zatwierdza, a następnie zostaje ona opublikowana w gazecie publicznej. Premier ma prawo wetowania ustawy, jednak na tej podstawie parlament może mu dać wotum nieufności.

#### Zalecenia parlamentu do ustaw duńskich
Ustawa wprowadzona przez Folketing nie obowiązuje od razu na Wyspach Owczych. Może się tak stać, jeśli farerscy politycy postanowią, że dany akt trafi do Løgtingu. Droga takiej ustawy niemal nie różni się od tej, jaką podąża zwykła ustawa, nie licząc samego finału, kiedy ostateczne głosowanie dobiegnie końca premier Wysp Owczych ma obowiązek poinformowania królewskiego administratora o jego wyniku.

## Wybory
Wybory do parlamentu na Wyspach Owczych odbywają się co cztery lata w siedmiu okręgach wyborczych. Kadencja Løgtingu może jednak trwać krócej, pod warunkiem, że ten zgodzi się na przedterminowe rozwiązanie samego siebie. Proklamację nowych wyborów ogłasza premier, on też wybiera dzień, w którym się odbędą. Muszą się one odbyć najwcześniej 6 tygodni od ogłoszenia premiera.
Partie polityczne na Wyspach Owczych, poza tradycyjnym podziałem na lewicę, centrum i prawicę dzielą się jeszcze ze względu na stosunek do związku z Danią, są więc partie separatystyczne oraz unionistyczne.
Każda z partii ma przypisaną do siebie, określoną literę z alfabetu, którą później zaznacza się na karcie wyborczej, przykładowo Partia Ludowa ma literę A.

### Wybory 2008
Wybory przeprowadzono dnia 19 stycznia 2008 roku, po czterech latach urzędowania poprzedniego Løgtingu. Wzięło w nich udział 31 112 osób (89% uprawnionych), wybrano 33 posłów. Partie, które zostały pogrubione, stworzyły koalicję rządzącą.
|  | Partia                                          | Głosy      | Punkty proc. (zmiana) | Punkty proc. (zmiana) | Mandaty (zmiana) | Mandaty (zmiana) | % mandatów |
|  | ----------------------------------------------- | ---------- | --------------------- | --------------------- | ---------------- | ---------------- | ---------- |
|  | Partia Republikańska (Tjóðveldisflokkurin)      | 7238       | 23,3%                 | +1,6%                 | 8                | 0                | 24,2%      |
|  | Partia Unii (Sambandsflokkurin)                 | 6521       | 21,0%                 | -2,7%                 | 7                | 0                | 21,2%      |
|  | Partia Ludowa (Fólkaflokkurin)                  | 6233       | 20,1%                 | -0,5%                 | 7                | 0                | 21,2%      |
|  | Partia Socjaldemokratyczna (Javnaðarflokkurin)  | 6016       | 19,3%                 | -2,5%                 | 6                | -1               | 18,2%      |
|  | Partia Centralna (Miðflokkurin)                 | 2603       | 8,4%                  | +3,2%                 | 3                | +1               | 9,1%       |
|  | Partia Niepodległościowa (Sjálvstýrisflokkurin) | 2243       | 7,2%                  | +3,6%                 | 2                | +1               | 6,0%       |
|  | Partia Studencka (Miðnámsflokkurin)             | 221        | 0,7%                  | –                     | 0                | –                | 0,0%       |
|  | Razem                                           | 31 112     | 100,0%                | –                     | 33               | +1               | 100,0%     |
|  | Frekwencja                                      | Frekwencja | Frekwencja            | Frekwencja            | Frekwencja       | Frekwencja       | 089,3%     |

#### Wybrani
Społeczeństwo wybrało 33 przedstawicieli, a byli to:
| Reprezentant          | Głosy | Partia               |
| --------------------- | ----- | -------------------- |
| Høgni Hoydal          | 1261  | Tjóðveldi            |
| Annita á Fríðriksmørk | 616   | Tjóðveldi            |
| Bjørt Samuelsen       | 547   | Tjóðveldi            |
| Bergtóra Joensen      | 481   | Tjóðveldi            |
| Heini Heinesen        | 415   | Tjóðveldi            |
| Sjúrður Skaale        | 415   | Tjóðveldi            |
| Tórbjørn Jacobsen     | 356   | Tjóðveldi            |
| Hergeir Nielsen       | 350   | Tjóðveldi            |
| Magni Laksáfoss       | 979   | Sambandsflokkurin    |
| Kaj Leo Johannesen    | 641   | Sambandsflokkurin    |
| Bjørn Kalsø           | 557   | Sambandsflokkurin    |
| Edmund Joensen        | 469   | Sambandsflokkurin    |
| Alfred Olsen          | 417   | Sambandsflokkurin    |
| Johan Dahl            | 373   | Sambandsflokkurin    |
| Rósa Samuelsen        | 314   | Sambandsflokkurin    |
| Jacob Vestergaard     | 869   | Fólkaflokkurin       |
| Jørgen Niclasen       | 618   | Fólkaflokkurin       |
| Anfinn Kallsberg      | 549   | Fólkaflokkurin       |
| Annika Olsen          | 521   | Fólkaflokkurin       |
| Jákup Mikkelsen       | 436   | Fólkaflokkurin       |
| Jógvan á Lakjuni      | 417   | Fólkaflokkurin       |
| Poul Michelsen        | 341   | Fólkaflokkurin       |
| Jóannes Eidesgaard    | 1094  | Javnaðarflokkurin    |
| Gerhard Lognberg      | 597   | Javnaðarflokkurin    |
| Helena Dam á Neystabø | 576   | Javnaðarflokkurin    |
| Hans Pauli Strøm      | 383   | Javnaðarflokkurin    |
| John Johannessen      | 287   | Javnaðarflokkurin    |
| Katrin Dahl Jakobsen  | 282   | Javnaðarflokkurin    |
| Karsten Hansen        | 807   | Miðflokkurin         |
| Bill Justinussen      | 573   | Miðflokkurin         |
| Jenis av Rana         | 504   | Miðflokkurin         |
| Kári á Rógvi          | 572   | Sjálvstýrisflokkurin |
| Kári Højgaard         | 293   | Sjálvstýrisflokkurin |

### Wybory 1906-2008
Przed rokiem 1906 odbywały się wybory do parlamentu Wysp Owczych, jednak wtedy wszyscy uczestnicy byli bezpartyjni. Od powstania dwóch pierwszych partii politycznych, Sambandsflokkurin oraz Sjálvstýrisflokkurin stały się to wybory partyjne. Kolejne duże ugrupowania dołączyły w 1928 Javnaðarflokkurin, 1940 Fólkaflokkurin, 1950 Tjóðveldisflokkurin, 1958 Framburðsflokkurin (do 1998) oraz 1994 Miðflokkurin.
| A – Fólkaflokkurin                  | F – Framburðsflokkurin  | K – posłowie niezależni / Hin Stuttligi Flokkurin |
| B – Sambandsflokkurin               | G – Miðflokkurin        | L – Framsóknarflokkurin / Miðnámsflokkurin        |
| C – Javnaðarflokkurin               | H – Verkamannafylkingin | M – Frælsisfylkingin                              |
| D – Sjálvstýrisflokkurin            | I – Vinnuflokkurin      | N – Sosialistiski Loysingarflokkurin              |
| E – Tjóðveldi (Tjóðveldisflokkurin) | J – Loysingarflokkurin  | O – Hin Føroyski Flokkurin                        |

 Pełna lista wyborów od roku 1906 znajduje się na stronie: Wybory parlamentarne na Wyspach Owczych.
| Data             | A     | B     | C     | D     | E     | F | G    | H | I | J | K    | L    | Frekwencja |
| ---------------- | ----- | ----- | ----- | ----- | ----- | - | ---- | - | - | - | ---- | ---- | ---------- |
| 18 lipca 1906    |       | 62,4% |       | 37,6% |       |   |      |   |   |   |      |      | ?%         |
| 2 lutego 1908    |       | 66,1% |       | 33,9% |       |   |      |   |   |   |      |      | ?%         |
| 12 lutego 1910   |       | 72,3% |       | 24,3% |       |   |      |   |   |   | 3,4% |      | ?%         |
| 2 lutego 1912    |       | 52,3% |       | 41,6% |       |   |      |   |   |   | 6,1% |      | ?%         |
| ...              |       |       |       |       |       |   |      |   |   |   |      |      |            |
| 30 kwietnia 2002 | 20,8% | 26,0% | 20,9% | 4,4%  | 23,7% |   | 4,2% |   |   |   |      |      | 91,6%      |
| 20 stycznia 2004 | 20,6% | 23,7% | 21,8% | 4,6%  | 21,7% |   | 5,2% |   |   |   | 2,4% |      | 92,1%      |
| 19 stycznia 2008 | 20,1% | 21,0% | 19,3% | 7,2%  | 23,3% |   | 8,4% |   |   |   |      | 0,7% | 89,3%      |